# Stazione di Montepescali
Stazione di Montepescali vasútállomás Olaszországban, Grosseto településen.

## Vasútvonalak
Az állomást az alábbi vasútvonalak érintik:
- Pisa–Róma-vasútvonal
- Siena-Grosseto-vasútvonal

## Kapcsolódó állomások
A vasútállomáshoz az alábbi állomások vannak a legközelebb:
- Stazione di Giuncarico
- Stazione di Sticciano
- Stazione di Grosseto